# Cirey-sur-Blaise
Cirey-sur-Blaise – miejscowość i gmina we Francji, w regionie Grand Est, w departamencie Górna Marna.
Według danych na rok 1990 gminę zamieszkiwało 100 osób, a gęstość zaludnienia wynosiła 6 osób/km².

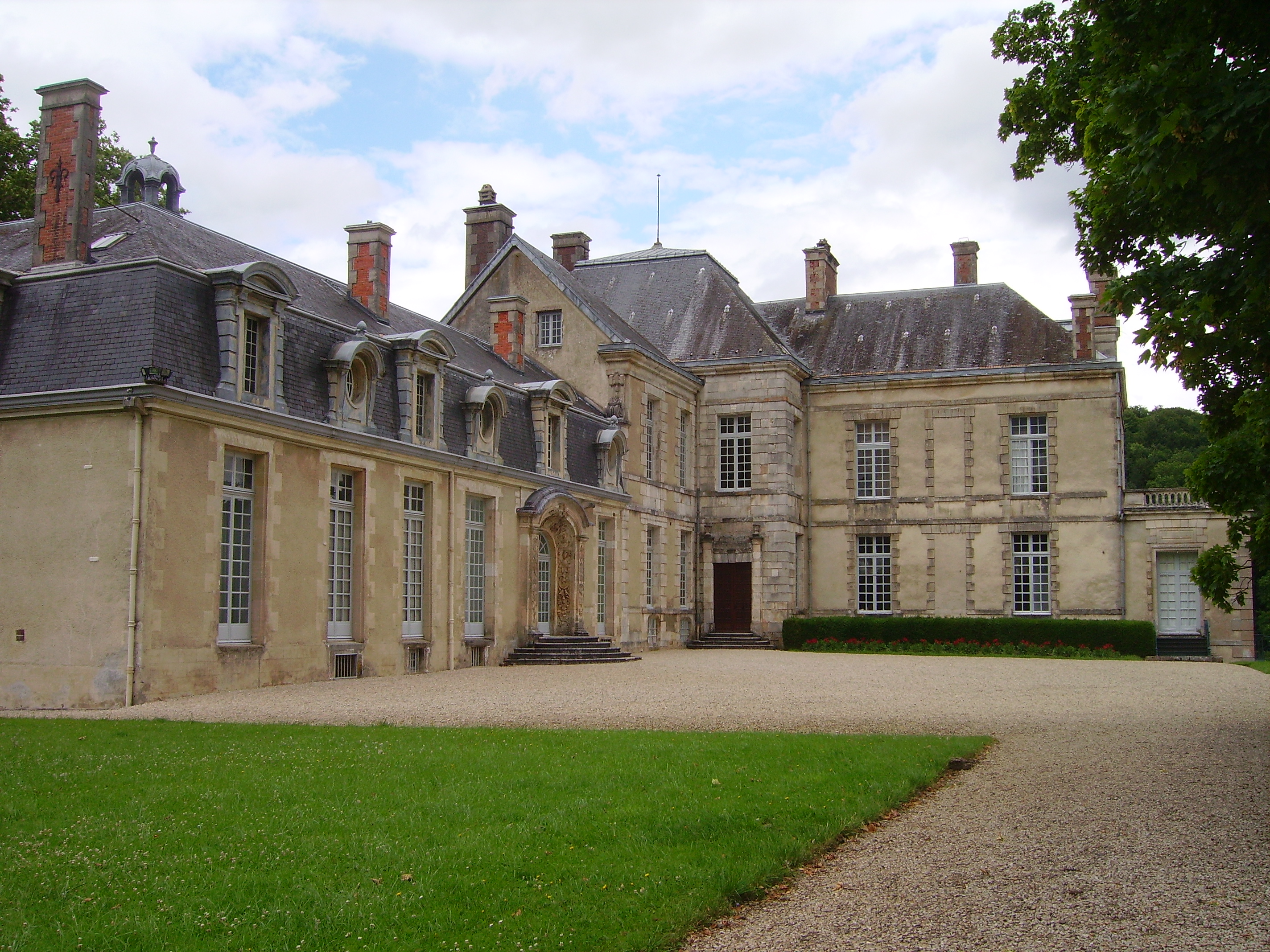
Zamek w Cirey-sur-Blaise, 2008